# Чилаун
Чилаун (монг. Чулуун?, ᠴᠢᠯᠠᠭᠤᠨ?; конец XII века — первая половина XIII века) — один из командиров личной гвардии Чингисхана.

## Биография
Чилаун был сыном Сорган-Ширы из племени сулдус, подчинённого тайджиутам. Когда молодой Тэмуджин сбежал из тайджиутского плена, то во время его поисков Сорган-Шира обнаружил спрятавшегося в речке беглеца, но не подал тревоги, а посоветовал ему оставаться на месте, пообещав не выдавать. Когда погоня прошла мимо, Тэмуджин пробрался в юрту Сорган-Ширы. Сорган-Шире это не понравилось (одно дело — просто «не заметить» беглеца, а другое — стать явным сообщником), однако его сыновья Чимбай и Чилаун заступились за Тэмуджина. Тэмуджин прятался у Сорган-Ширы, пока не появилась возможность ускакать.
В 1199 году Тэмуджин вместе с Ван-ханом и Джамухой общими силами напали на найманского хана Буюрука, разбив его у озера Кишил-Баш. Когда один из уцелевших найманских отрядов загородил победителям путь домой, ночью Ван-хан и Джамуха скрылись в надежде, что найманы покончат с Тэмуджином; когда же наутро, вопреки ожиданиям Ван-хана, найманы стали преследовать не Тэмуджина, а его самого, в очевидности гибели он направил к монгольскому хану гонцов с просьбой о помощи. Тэмуджин отправил своих нукеров, четверо из которых — Боорчу, Мухали, Борохул и Чилаун — проявили в сражении особую доблесть. Отличился Чилаун и в годы войны с племенем тайджиутов, убив тайджиутского предводителя и злейшего врага Тэмуджина Таргутай-Кирилтуха. 
Зимой 1203—1204 годов Тэмуджин создал личную гвардию — кэшик. Она была разделена на четыре отряда, во главе одного из которых был поставлен Чилаун.
Во время Великого курултая 1206 года, когда Тэмуджина провозгласили «Чингисханом», и он начал раздавать должности и привилегии своим соратникам, то Чилаун и Чимбай получили привилегию, в силу которой они могли оставлять себе всё добытое на охоте и войне.
Потомки Чилауна основали династию Чобанидов, представители которой занимали высокие должности в улусе Хулагу, а впоследствии основали собственное государство на территории Иранского Азербайджана.
1. 1 2 3 4  China Biographical Database (англ.)